# Пјан деј Торли (Болоња)
Пјан деј Торли (итал. Pian dei Torli) је насеље у Италији у округу Болоња, региону Емилија-Ромања.
Према процени из 2011. у насељу је живело 15 становника. Насеље се налази на надморској висини од 872 м.